# Dirk de Waterduikerbrug
De Dirk de Waterduikerbrug (brug 617) is een vaste brug in de wijk Slotermeer in het stadsdeel Amsterdam Nieuw-West.
De brug is gelegen in de straat Noordzijde en voert over een duiker, die het water van de jachthaven aan de noordkant van de Sloterplas verbindt met een smalle gracht die in noordelijke richting loopt. De brug en gracht maakten nog geen deel uit van het ontwerp dat Cornelis van Eesteren in 1939 voor de woonwijk maakte. De brug dateert van de midden jaren vijftig toen de woonwijk ten noorden van de Sloterplas verrees. Het uiterlijk van deze brug doet enigszins aan de Amsterdamse Schoolstijl denken. De walkanten en landhoofden zijn uitgevoerd in baksteen en heeft hier een dito overspanning met ontspanningsboog. De brug heeft aan de zijkanten boven de uiteinden van de duiker een natuurstenen rand met natuurstenen balusters, waarin een metalen balustrade hangt. De brug is ontworpen door de Dienst der Publieke Werken, toegewezen aan Dick Slebos. Het vele baksteen lijkt daarbij wel van de hand te zijn van Piet Kramer, die in 1952 bij de dienst vertrok. Van zijn opvolgers Dirk Sterenberg en Dirk Slebos is bekend, dat zij soms zijn ontwerpen aanpasten, maar er wel mee verder gingen.
De brug ging vanaf de aanleg anoniem door het leven; ze was alleen bekend onder haar nummer. Sinds april 2016 nodigt de gemeente Amsterdam actief mensen uit om voorstellen aan te dragen voor dergelijke naamloze bruggen. Het voorstel om deze brug de Dirk de Waterduikerbrug te noemen werd in november 2017 goedgekeurd, zodat de brug aldus in de Basisregistraties Adressen en Gebouwen wordt opgenomen. Dirk de Waterduiker was de bijnaam van Dirk Rietveldt (1858-1940), die naar zeggen meer dan 60 mensen en huisdieren uit de Amsterdamse grachten gered heeft van de verdrinkingsdood. De vernoeming werd goedgekeurd omdat direct ten oosten van de brug ook drie straten naar redders zijn genoemd: Jan Cupidohof (naar Jan Cupido, die schipper was op reddingsboot De Brandaris op Terschelling), Dorus Rijkershof (naar Dorus Rijkers) en Frans Naerebouthof (naar Frans Naerebout).  
<<< · 600 · 601 · 602 · 603 · 604 · 605 · 606 · 607 · 608 · 609 · 610 · 611 · 612 · 613 · 614 · 615 · 616 · 617 · 618 · 619 · 620 · 621 · 622 · 623 · 624 · 626 · 627 · 628 · 629 · 630 · 631 · 632 · 633 · 634 · 635 · 636 · 637 · 638 · 639 · 643 · 651 · 652 · 653 · 655 · 656 · 657 · 658 · 659 · 660 · 661 · 662 · 663 · 664 · 665 · 666 · 667 · 668 · 669 · 670 · 671 · 673 · 674 · 675 · 676 · 677 · 678 · 679 · 681 · 682 · 683 · 684 · 685 · 687 · 688 · 689 · 690 · 691 · 692 · 695 · 696 · 699 · >>>
Verdwenen brugnummers: 625 (afgebroken brug Sam van Houtenstraat), 640, 644, 645, 646, 647, 648, 650, 672 (duiker Cornelis Lelylaan, Rembrandtpark), 694, 698.
Nooit gebouwd: 649, 680 (nooit gebouwde brug Sloterplas).
Brugnummers 641, 642, 654, 686, 693, 694 en 697 zijn onbekend.